# Louise Tucker
Pour les articles homonymes, voir Tucker.
Louise Tucker (née en 1956) est une mezzo-soprano britannique, chanteuse d'opéra, native de Bristol en Angleterre. Elle connaît le succès au début des années 1980 en enregistrant deux albums avec les producteurs de disques Charlie Skarbek et Tim Smit (en). Ses albums combinent remarquablement sa voix d'opéra classique et la musique synthpop.

## Carrière
Tucker étudie à la Guildhall School Of Music And Drama de Londres où elle suit une formation de chanteuse d'opéra.
Le premier album de Tucker avec Skarbek et Smit est Midnight Blue (A Project With Louise Tucker). La chanson titre, Midnight Blue, inspirée du deuxième mouvement de la Sonate pour piano no 8 de Beethoven, sort en single au Royaume-Uni, aux États-Unis, en France et dans plusieurs autres pays. Elle atteint la 59e position du UK Singles Chart en avril 1983 et la 46e au Hot 100 américain en août 1983. L'album homonyme occupe la 127e place au classement américain Billboard 200. La chanson Only for You sort également en single dans certains pays.
L'album suivant, After the Storm, sort en 1983. La chanson titre Dancing by Moonlight et No Tears To Cry, sortent toutes deux en singles au Royaume-Uni. Après la sortie de son deuxième album, Tucker se concentre sur une carrière de chanteuse d'opéra.
Elle se produit avec plusieurs compagnies d'opéra, dont le Dublin Grand Opera et le Kent Opera (en). Elle travaille également comme professeur pour de jeunes chanteurs.

## Discographie

### Albums studios
| Titre           | Détails de l'album                         | Meilleure position | Meilleure position |
| Titre           | Détails de l'album                         | AUS                | USA                |
| --------------- | ------------------------------------------ | ------------------ | ------------------ |
| Midnight Blue   | - Sortie : 1982 - Format: - Labrl : Ariloa | 72                 | 127                |
| After the Storm | - Sortie : 1983 - Label : EMI (EMA-319)    | -                  | -                  |

### Singles
| Année | Titre                | Meilleure position | Meilleure position | Meilleure position | Album           |
| Année | Titre                | Royaume-Uni        | AUS                | USA                | Album           |
| ----- | -------------------- | ------------------ | ------------------ | ------------------ | --------------- |
| 1982  | Midnight Blue        | 59                 | 27                 | 46                 | Midnight Blue   |
| 1983  | Dancing by Moonlight | -                  | -                  | -                  | After the Storm |
| 1984  | Only for You         | -                  | 80                 | -                  | After the Storm |